# Grand Prix Malajsie 2002

Nákres okruhu

Grand Prix Malajsie (IV Petronas Malaysian Grand Prix) byl závod Formule 1 konaný 17. března 2002 na okruhu Sepang International Circuit, byl druhým závodem sezony 2002. Celkově šlo o 682. Grand Prix. Velká cena skončila 4. vítězstvím Ralfa Schumachera a 108. vítězstvím pro stáj Williams.
Závod se jel na 56 kol s délkou 5,543 km, celkem stroje ujely 310,408 km.

## Výsledky
| Pozice | Jezdec                | Vůz             | Čas                |
| ------ | --------------------- | --------------- | ------------------ |
| 1      | Ralf Schumacher       | Williams FW24   | 1:34'12.912        |
| 2      | Juan Pablo Montoya    | Williams FW24   | á 0:39,699         |
| 3      | Michael Schumacher    | Ferrari F2001   | á 1:01,794         |
| 4      | Jenson Button         | Renault R202    | á 1:09,766         |
| 5      | Nick Heidfeld         | Sauber C 21     | á 1 kolo           |
| 6      | Felipe Massa          | Sauber C 21     | á 1 kolo           |
| 7      | Allan McNish          | Toyota TF02     | á 1 kolo           |
| 8      | Jacques Villeneuve    | BAR 004         | á 1 kolo           |
| 9      | Takuma Sató           | Jordan EJ12     | á 2 kola           |
| 10     | Pedro de la Rosa      | Jaguar R3       | á 2 kola           |
| 11     | Heinz-Harald Frentzen | Arrows A23      | á 2 kola           |
| 12     | Mika Salo             | Toyota TF102    | á 3 kola           |
| 13     | Giancarlo Fisichella  | Jordan EJ12     | á 3 kola           |
| Kolo   | Odstoupili            | -               | -                  |
| 40     | Rubens Barrichello    | Ferrari F2002   | Motor              |
| 35     | Mark Webber           | Minardi R202    | Elektronika        |
| 31     | Eddie Irvine          | Jaguar R3       | Tlak hydrauliky    |
| 30     | Alex Yoong            | Minardi PS02    | Spojka             |
| 25     | Kimi Räikkönen        | McLaren MP 4/17 | Motor              |
| 21     | Enrique Bernoldi      | Arrows A23      | Vstřikování paliva |
| 16     | David Coulthard       | McLaren MP 4/17 | Motor              |
| 10     | Olivier Panis         | BAR 004         | Spojka             |
| 10     | Jarno Trulli          | Renault R202    | Motor              |

### Nejrychlejší kolo
- Juan Pablo Montoya Williams 	1'38.049 - 203.519 km/h

### Vedení v závodě
- 1-21 kolo Rubens Barrichello
- 22-31 kolo Ralf Schumacher
- 32-35 kolo Rubens Barrichello
- 36-56 kolo Ralf Schumacher

### Postavení na startu
- Modře – startoval z boxu

| 1. řada  | 1                     | 2                  |
|          | Michael Schumacher    | Juan Pablo Montoya |
|          | Ferrari               | Williams           |
|          | 1'35,266              | 1'35,497           |
| 2. řada  | 3                     | 4                  |
|          | Rubens Barrichello    | Ralf Schumacher    |
|          | Ferrari               | Williams           |
|          | 1'35,891              | 1'36,028           |
| 3. řada  | 5                     | 6                  |
|          | Kimi Raikkonen        | David Coulthard    |
|          | McLaren               | McLaren            |
|          | 1'36"468              | 1'36"477           |
| 4. řada  | 7                     | 8                  |
|          | Nick Heidfeld         | Jenson Button      |
|          | Sauber                | Renault            |
|          | 1'37,199              | 1'37,245           |
| 5. řada  | 9                     | 10                 |
|          | Giancarlo Fisichella  | Mika Salo          |
|          | Jordan                | Toyota             |
|          | 1'37.536              | 1'37.694           |
| 6. řada  | 11                    | 12                 |
|          | Heinz-Harald Frentzen | Jarno Trulli       |
|          | Arrows                | Renault            |
|          | 1'37,919              | 1'37,920           |
| 7. řada  | 13                    | 14                 |
|          | Jacques Villeneuve    | Fellipe Massa      |
|          | BAR                   | Sauber             |
|          | 1'38,029              | 1'38,057           |
| 8. řada  | 15                    | 16                 |
|          | Takuma Sato           | Enrique Bernoldi   |
|          | Jordan                | Arrows             |
|          | 1'38,141              | 1'38,284           |
| 9. řada  | 17                    | 18                 |
|          | Pedro de la Rosa      | Olivier Panis      |
|          | Jaguar                | BAR                |
|          | 1'38,374              | 1'38,390           |
| 10. řada | 19                    | 20                 |
|          | Alan McNish           | Eddie Irvine       |
|          | Toyota                | Jaguar             |
|          | 1'38,959              | 1'39,121           |
| 11. řada | 21                    | 22                 |
|          | Mark Webber           | Alex Yoong         |
|          | Minardi               | Minardi            |
|          | 1'39,454              | 1'40,158           |
| -------- | --------------------- | ------------------ |

- 107% : 1'41"934

### Zajímavosti
- Motor Cosworth absolvoval 75 GP